# Кім Кетролл
Кім Вікто́рія Кетро́лл (англ. Kim Victoria Cattrall, [kəˈtræl]; нар. 21 серпня 1956) — англо-канадська акторка кіно, театру, телебачення та сценаристка. Виконавиця ролі Саманти Джонс у серіалі HBO «Секс і місто», за яку отримала п'ять номінацій на премію «Еммі» та чотири номінації на «Золотий глобус», яку виграла у 2002 році як найкраща акторка другого плану. Вона повторила роль у повнометражних фільмах «Секс і місто» та «Секс і місто 2», а також в епізодичній ролі в серіалі «І просто так…».
Кетролл дебютувала у фільмі «Бутон троянди», а потім знялася разом із Джеком Леммоном у його номінованому на «Оскар» фільмі «Данина» та «Квитку в рай». Стала відомою завдяки головним ролям у таких фільмах, як «Поркі», «Поліцейська академія», «Великий переполох у малому Китаї», «Манекен» і «Зоряний шлях 6: Невідкрита країна». Також відома театральною роботою, зокрема у виставах «Дикий мед», «Міс Джулі», «Приватні життя», «Антоній і Клеопатра» і «Солодка».
З 2014 по 2016 рік Кетролл знімалася та була виконавчою продюсеркою серіалу HBO Canada «Чутлива шкіра», за який була номінована на Canadian Screen Award у 2016 році як найкраща акторка в комедійному серіалі. Потім вона знялася в серіалі Paramount+ «Розкажи мені казку», серіалі Fox «Непристойно багаті», в серіалі «Квір як народ» від Peacock та в серіалі «Гламур» від Netflix. З 2022 року вона грає в ситкомі Hulu «Як я зустріла вашого батька» .

## Життєпис
Народилася 21 серпня 1956 року у Мосслі-Гілл поряд з Ліверпулем. Батько, Денніс Кетролл, інженер-будівельник, мати Шейн — секретарка. Коли їй було 3 місяці, сім'я емігрувала у Ванкувер, Канада. Через 11 років вони повернулися до Великої Британії. Там Кім вчилася в Лондонській академії музичного і драматичного мистецтва. У 1972 році закінчила середню школу в Канаді. Потім навчалася в Американській академії драматичного мистецтва в Нью-Йорку, після навчання підписала п'ятирічний контракт з режисером Отто Премінгером.
Була одружена з Ларрі Девісом (1977—1979), Андре Джеєм Лісоном (1982—1989) і Марком Левінсоном (1998—2004). Була заручена з актором Деніелом Бензалі. У 25 років недовгий час зустрічалася з колишнім прем'єр-міністром Канади П'єром Трюдо.

## Кар'єра
Дебютувала у кіно в фільмі «Бутон троянди» (1975). Знімалася у таких фільмах, як «Вшанування» (1980), «Квиток на небеса» (1981), «Поркі» (1982), «Поліцейська академія» (1984), «Межі міста» (1984), «Турок 182» (1985), «Великий переполох у малому Китаї» (1986), «Манекен» (1987), «Зоряний шлях 6: Невідкрита країна» (1991). У 1997 році починає зніматися у телесеріалі «Секс і місто». Роль Саманти Джонс приносить Кетролл міжнародне визнання.
Крім роботи в кіно і на телебаченні, Кетролл брала участь у ряді театральних постановок, таких як «Вид з мосту» за п'єсою Артура Міллера, «Три сестри» за п'єсою Чехова, і «Мізантроп» за п'єсою Мольєра. Її дебютом на Бродвеї став спектакль «Дикий мед» за мотивами творів Антона Чехова, у постановці Національного театру.
12 вересня 2009 року отримала зірку на канадській Алеї слави в Торонто.

## Особисте життя
Її перший шлюб з Ларрі Девісом тривав з 1977 по 1979 рік. Другий шлюб з Андре Дж. Лісоном тривав з 1982 по 1989 рік; пара жила у Франкфурті-на-Майні, де Кетролл навчилася вільно говорити німецькою. Третій шлюб, з американським дизайнером аудіообладнання Марком Левінсоном, був з 1998 по 2004 рік; пара спільно написала книгу «Задоволення: мистецтво жіночого оргазму».
Кетролл ненадовго зустрічалася з колишнім прем'єр-міністром Канади П'єром Трюдо. Вона також була пов'язана з бразильсько-американським актором Даніелем Бензалі, американським музикантом Джеральдом Казале, французьким публічним інтелектуалом Бернаром-Анрі Леві та британсько-суданським актором Александром Сіддігом. З 2016 року вона зустрічається зі співробітником ВВС Расселом Томасом.
Кетролл мала подвійне громадянство Британії та Канади протягом більшої частини свого життя, а у 2020 році стала громадянкою США, щоб голосувати на виборах того року.
У серпні 2009 року Кетролл взяла участь у документальному серіалі BBC One «Ким ти себе вважаєш?». Вона виявила, що її дідусь Джордж Бо зник у 1938 році, покинувши свою сім'ю і, як виявилося, наступного року одружився в Тудхо; згодом у нього народилося ще четверо дітей. Кетролл розповіла, що Бо емігрував до Австралії в 1961 році.
У 2018 році Кетролл приєдналася до Джуді Денч і стала амбасадоркою Королівського ботанічного саду Кью в Лондоні, найбільшої та найрізноманітнішої ботанічної й мікологічної колекції у світі.
Кім Кетролл була удостоєна двох почесних ступенів: Почесна стипендіатка від Ліверпульського університету Джона Мурса в 2010 році та від Університету Британської Колумбії в 2018 році.
4 лютого 2018 року Кетролл оголосила, що її брат Крістофер зник в Альберті. Вона попросила громадської допомоги в його пошуку, але його знайшли мертвим через кілька годин. Він вчинив самогубство.

## Фільмографія
| Рік       |    | Українська назва                       | Оригінальна назва                             | Роль                                    |
| --------- | -- | -------------------------------------- | --------------------------------------------- | --------------------------------------- |
| 1975      | ф  | Бутон троянди                          | Rosebud                                       | Джойс                                   |
| 1976      | тф |                                        | Our Man Flint: Dead on Target                 | секретарка                              |
| 1977      | тф | Добро проти зла                        | Good Against Evil                             | Ліндей Айслі                            |
| 1977      | ф  | Смертельний урожай                     | Deadly Harvest                                | Сьюзен Франклін                         |
| 1977      | с  | Медексперт Квінсі                      | Quincy M.E.                                   | Джой Рітіс                              |
| 1977      | с  | Втеча Логана                           | Logan's Run                                   | Рама II                                 |
| 1977      | с  |                                        | Switch                                        | капітанка Джудіт Пірс                   |
| 1977      | с  | Що насправді сталося з випуском 65-го? | What Really Happened to the Class of '65?     | Синтія                                  |
| 1978      | с  | Брати Гарді і Ненсі Дрю                | The Hardy Boys/Nancy Drew Mysteries           | Мері Клейр                              |
| 1978      | с  | Коломбо                                | Columbo                                       | Джоан Ніколс                            |
| 1978      | с  | Старскі та Гатч                        | Starsky and Hutch                             | Емілі Гаррісон                          |
| 1978      | с  | Паперова гонитва                       | The Paper Chase                               | Карен Клейтон                           |
| 1978      | с  | Сім'я                                  | Family                                        | Сьюзен Медісон                          |
| 1978      | тф | Байстрюк                               | The Bastard                                   | Енн Воре                                |
| 1979      | тф | Нічний їздець                          | The Night Rider                               | Реджіна Кентон                          |
| 1979      | тф | Повстанці                              | The Rebels                                    | Енн Кент                                |
| 1979      | тф | Перекладина                            | Crossbar                                      | Кеті Барлоу                             |
| 1979      | с  | Неймовірний Халк                       | The Incredible Hulk                           | доктор Габріель Вайт                    |
| 1979      | с  | Як був завойований захід               | How the West Was Won                          | Долорес / Тереза Перес                  |
| 1979      | с  | Вегас                                  | Vega$                                         | Принцеса Зара                           |
| 1979      | с  | Ангели Чарлі                           | Charlie's Angels                              | Шарон Келлерман                         |
| 1979—1982 | с  | Мисливець Джон                         | Trapper John, M.D.                            | Емі Вахід / Принцеса Еллайа             |
| 1980      | с  | Крупинки                               | Scruples                                      | Мелані Адамс                            |
| 1980      | с  |                                        | Hagen                                         | Керол Сойєр                             |
| 1980      | тф | Оглядач пліток                         | The Gossip Columnist                          | Діна Моран                              |
| 1980      | ф  | Вшанування                             | Tribute                                       | Саллі Гейнс                             |
| 1981      | ф  | Квиток на небеса                       | Ticket to Heaven                              | Руті                                    |
| 1982      | ф  | Поркі                                  | Porky's                                       | Гонівелл                                |
| 1982      | с  | Відьма Такера                          | Tucker's Witch                                | Аманда Такер                            |
| 1983      | с  | Казки Золотий мавпи                    | Tales of the Gold Monkey                      | Вітні Бантінг                           |
| 1984      | тф | Гріхи минулого                         | Sins of the Past                              | Паула Беннетт                           |
| 1984      | ф  | Поліцейська академія                   | Police Academy                                | Карен Томпсон                           |
| 1984      | ф  | Межі міста                             | City Limits                                   | Вікінгс                                 |
| 1985      | ф  | Турок 182                              | Turk 182!                                     | Денні Будро                             |
| 1985      | ф  | Пограбування                           | Hold-Up                                       | Ліз                                     |
| 1986      | ф  | Великий переполох у малому Китаї       | Big Trouble in Little China                   | Грейсі Лав                              |
| 1987      | ф  | Манекен                                | Mannequin                                     | Еммі                                    |
| 1988      | ф  | Маскарад                               | Masquerade                                    | Брук Моррісон                           |
| 1988      | ф  | Опівнічний перехід                     | Midnight Crossing                             | Алекса Скабб                            |
| 1988      | ф  | Пале Рояль                             | Palais Royale                                 | Одеса Малдун                            |
| 1989      | ф  | Повернення мушкетерів                  | The Return of the Musketeers                  | Жюстін де Вінтер                        |
| 1989      | ф  | Сім'я Буонанотте                       | La famiglia Buonanotte                        | тітка Єва                               |
| 1989      | в  | Божевільний медовий місяць             | Honeymoon Academy                             | Кріс                                    |
| 1990      | ф  | Багаття марнославства                  | The Bonfire of the Vanities                   | Джуді Маккой                            |
| 1991      | тф | Чудо в незайманій глушині              | Miracle in the Wilderness                     | Дора Адамс                              |
| 1991      | ф  | Зоряний шлях 6: Невідкрита країна      | Star Trek VI: The Undiscovered Country        | лейтенант Валаріс                       |
| 1992      | ф  | Лічені секунди                         | Split Second                                  | Мішель МакЛейн                          |
| 1992      | тф | Подвійне бачення                       | Double Vision                                 | Керолайн / Ліза                         |
| 1993      | тф | Дикі пальми                            | Wild Palms                                    | Пейдж Кац                               |
| 1993      | тф | Спеціальний агент Делайла              | Running Delilah                               | Крістіна / Делайла                      |
| 1993      | с  |                                        | Angel Falls                                   | Джена Гаррісон                          |
| 1994      | с  | Як у кіно                              | Dream On                                      | Джіні                                   |
| 1994      | с  | Один екран                             | Screen One                                    | Сидні                                   |
| 1994      | ф  | Подвійна підозра                       | Breaking Point                                | Еллісон Мідоуз                          |
| 1995      | тф | Хроніки Гайді                          | The Heidi Chronicles                          | Сьюзен                                  |
| 1995      | тф | Оперативний центр Тома Кленсі          | OP Center                                     | Джейн Гуд                               |
| 1995      | ф  | Поза підозрою                          | Above Suspicion                               | Гейл Каїн                               |
| 1995      | ф  | Дівочі одкровення                      | Live Nude Girls                               | Джеймі                                  |
| 1996      | ф  | Незабутнє                              | Unforgettable                                 | Келлі                                   |
| 1996      | ф  | Там, де правда                         | Where Truth Lies                              | Ракель Чамберс                          |
| 1997      | ф  | Виключення з правил                    | Exception to the Rule                         | Карла Райнер                            |
| 1996      | тф | Мрія кожної жінки                      | Every Woman's Dream                           | Ліз Веллс                               |
| 1997      | тф | Вторгнення                             | Invasion                                      | доктор Шейла Моран                      |
| 1997      | мс | Невгамовні                             | Rugrats                                       | Мелінда Фінстер                         |
| 1997      | мс | Дакмен                                 | Duckman: Private Dick/Family Man              | Тамі Маргуліс                           |
| 1997      | с  | За межею можливого                     | The Outer Limits                              | Ребекка Гайфілд                         |
| 1998—2004 | с  | Секс і Місто                           | Sex and the City                              | Саманти Джонс                           |
| 1998      | тф | Сучасні вампіри                        | Modern Vampires                               | Ульріке                                 |
| 1998      | тф | Тварюка Пітера Бенчлі                  | Creature                                      | доктор Аманда Мейсон                    |
| 1999      | тф | 36 годин                               | 36 Hours to Die                               | Кім Стоун                               |
| 1999      | ф  | Геніальні немовлята                    | Baby Geniuses                                 | Робін                                   |
| 2000      | кф | Секс у великій Матриці                 | Sex and the Matrix                            | Саманта Джонс                           |
| 2001      | ф  | 15 хвилин                              | 15 Minutes                                    | Кассандра                               |
| 2002      | ф  | Перехрестя                             | Crossroads                                    | Керолайн                                |
| 2003      | ф  | Диявол і Деніел Вебстер                | The Devil and Daniel Webster                  | Констанс Гуррі                          |
| 2004—2009 | мс | Сімпсони                               | The Simpsons                                  | четверта дитина Сімпсонів / Хлоя Талбот |
| 2005      | ф  | Принцеса Льоду                         | Ice Princess                                  | Тіна Гарвуд                             |
| 2006      | ф  | Хвіст тигра                            | The Tiger's Tail                              | Джейн О'Лірі                            |
| 2006      | тф | Він і ми                               | Him and Us                                    | Фредді Лазарус                          |
| 2007      | тф | Мій хлопчик Джек                       | My Boy Jack                                   | Керолайн Кіплінг                        |
| 2008      | ф  | Секс і Місто                           | Sex and the City                              | Саманти Джонс                           |
| 2010      | ф  | Примара                                | The Ghost Writer                              | Амелія Блай                             |
| 2010      | ф  | Я і Моніка Велюр                       | Meet Monica Velour                            | Моніка Велюр                            |
| 2010      | ф  | Секс і Місто 2                         | Sex and the City 2                            | Саманти Джонс                           |
| 2010      | с  | Серце кожної людини                    | Any Human Heart                               | Глорія Скабіус                          |
| 2011      | тф |                                        | Comic Relief: Uptown Downstairs Abbey         | Графиня Грентем                         |
| 2009—2011 | с  | Продюсер Паркер                        | Producing Parker                              | Ді                                      |
| 2015      | тф |                                        | Ruby Robinson                                 | Рубі Робінсон                           |
| 2014—2016 | с  | Ніжна шкіра                            | Sensitive Skin                                | Емілі Френч                             |
| 2016      | с  |                                        | The Witness for the Prosecution               | Гелен Тайлер                            |
| 2017      | с  |                                        | Modus                                         | Гелен Тайлер                            |
| 2018—2019 | с  | Розкажи мені казку                     | Tell Me a Story                               | Колін Павел («Бабуся»)                  |
| 2020      | с  | Непристойно багаті                     | Filthy Rich                                   | Маргарет Монро                          |
| 2019      | ф  | Жахливі історії: Гнилі римляни         | Horrible Histories: The Movie – Rotten Romans | Агріппіна                               |
| 2020      | с  | Непристойно багаті                     | Filthy Rich                                   | Маргарет Монро                          |
| 2022—2023 | с  | Як я зустріла вашого батька            | How I Met Your Father                         | Софі                                    |
| 2022      | с  | Близькі друзі                          | Queer as Folk                                 | Бренда Бомонт                           |
| 2023      | ф  | Про мого батька                        | About My Father                               | Тайґер                                  |
| 2023      | с  | І просто так...                        | And Just Like That…                           | Саманта Джонс                           |
| 2023      | с  | Гламур                                 | Glamorous                                     | Мадолін Еддісон                         |